# Ашагакартас
Ашагакартас (лезг. Агъа Картас) — село в Сулейман-Стальском районе Дагестана. Входит в состав сельского поселения сельсовет Уллугатагский.

## География
Расположено в 6 км к юго-западу от райцентра села Касумкент.

## Население
| 1895 | 1926 | 1939 | 1970 | 1989 | 2002 | 2010 |
| ---- | ---- | ---- | ---- | ---- | ---- | ---- |
| 502  | ↗518 | ↘444 | ↘398 | ↘114 | ↗222 | ↘190 |
| 2021 |      |      |      |      |      |      |
| ↘124 |      |      |      |      |      |      |